# Борнаско (Бијела)
Борнаско је насеље у Италији у округу Бијела, региону Пијемонт.
Према процени из 2011. у насељу је живело 164 становника. Насеље се налази на надморској висини од 474 м.